# عبد الباقي الهرماسي
عبد الباقي الهرماسي (فريانة، 27 ديسمبر 1937 - 23 أكتوبر 2021)، أستاذ علم الاجتماع في تونس ووزير الثقافة السابق بين عامي (1996 - 2004)، قبل تعيينه وزيرا للشئون الخارجية.

## مسيرته
تحصل عام 1959 على شهادة الباكالوريا من معهد كارنو ثم على الإجازة في الفلسفة من جامعة السوربون في باريس عام 1962 فدكتوراة من جامعة كاليفورنيا، بيركلي عام 1971. قام بالتدريس في جامعة تونس وبيركلي في الولايات المتحدة بين عامي (1970 - 1992) ليعين بعدها سفيرا لتونس لدى اليونسكو.
أقام فترة في الإمارات العربية ثم عاد إلى تونس في 2008 ليعينه الرئيس التونسي زين العابدين بن علي رئيسا للمجلس الأعلى للاتصال، المؤسسة الاستشارية العليا في مجال الإعلام والاتصال.